# Nyssodrysternum propinquum
Nyssodrysternum propinquum là một loài bọ cánh cứng trong họ Cerambycidae.